# Absorpcja (optyka)
Absorpcja – w optyce proces pochłaniania energii fali elektromagnetycznej przez substancję. Natężenie światła wiązki przechodzącej przez substancję ulega zmniejszeniu nie tylko w wyniku absorpcji, lecz również na skutek rozpraszania światła. O ile jednak promieniowanie rozproszone opuszcza ciało, to część zaabsorbowana zanika powodując wzrost energii wewnętrznej tego ciała.

## Mechanizm absorpcji
Proces absorpcji światła (promieniowania elektromagnetycznego) wyjaśnia mechanika kwantowa, według której światło jest strumieniem cząstek elementarnych, zwanych fotonami, które mogą być pochłaniane tylko w całości i zgodnie z zasadami zachowania mechaniki kwantowej. Z zasady zachowania energii, wynika, że w procesie absorpcji fotonu jego energia zależna od częstotliwości światła {\displaystyle \nu } jest przekazywana materii:
{\displaystyle \Delta E=h\nu =h{\frac {c}{\lambda }}=hc{\overline {\nu }},}
gdzie:
{\displaystyle h} – stała Plancka,
{\displaystyle c} – prędkość światła w próżni,
{\displaystyle \lambda } – długość absorbowanej fali,
{\displaystyle {\overline {\nu }}} – liczba falowa,
{\displaystyle \nu } – częstość drgań.
Foton niosący określoną energię może oddziaływać z cząstkami materii oddziałującymi elektromagnetycznie ze sobą, np. elektron oddziałujący z jądrem atomu ośrodka. Swobodna nieoddziałująca elektromagnetycznie cząstka, np. Elektron swobodny, nie może pochłonąć fotonu na skutek zasad zachowania pędu i energii, ale może pochłonąć część energii w rozpraszaniu niesprężystym Comptona. Jeżeli energia fotonu równa jest różnicy energii pomiędzy dowolnym stanem wzbudzonym elektronu a stanem, w którym jest elektron, zazwyczaj jest to stan podstawowy, wówczas foton zostanie pochłonięty. Gdy energia fotonu jest inna, wówczas albo przechodzi on przez substancję bez przeszkód, albo jest rozpraszany. Energia między stanami układu zależy od jego wewnętrznych i zewnętrznych oddziaływań oraz ruchu (efekt Dopplera). Na skutek absorpcji fotonu, atom przechodzi w stan wzbudzenia o energii większej niż przed absorpcją. Wzbudzone atomy powracają do stanu podstawowego oddając energię innym atomom lub przez emisję fotonu. Układ poziomów energetycznych elektronów w atomach, czas życia stanów wzbudzonych i proces absorpcji wynika z praw mechaniki kwantowej.

### Absorpcja w gazach atomowych
W zimnych i rozrzedzonych gazach atomowych poziomy energetyczne charakteryzujące stany wzbudzenia leżą stosunkowo daleko od siebie. Dlatego substancje te mogą absorbować tylko niektóre fotony o ściśle określonych energiach. Jeżeli widmo światła padającego jest widmem ciągłym, powoduje to powstawanie w tym widmie ciemnych linii. Po raz pierwszy zjawisko absorpcji zostało zaobserwowane w widmie słonecznym przez Fraunhofera a jego prawidłową interpretację podał Bunsen i Kirchhoff.
Możliwa jest również absorpcja przez wzbudzony atom (absorpcja ze stanów wzbudzonych).

### Absorpcja w gazach cząsteczkowych
W przypadku cząsteczek układ poziomów energetycznych elektronów jest bardziej złożony, ponieważ oprócz poziomów związanych z konfiguracją elektronów dochodzą jeszcze poziomy oscylacyjne – związane z drganiami atomów wewnątrz cząsteczki i poziomy rotacyjne – związane z obrotami całej cząsteczki. Poziomy energetyczne leżą tak blisko siebie, że zlewają się w całe pasma o danym zakresie energii.

## Wykorzystanie zjawiska absorpcji
W wyniku absorpcji światła przechodzącego przez substancje (np. gaz) z widma światła padającego zostają usunięte fotony o określonej częstotliwości. Na tej podstawie można stwierdzić, przez jakie substancje przechodziło światło. Zjawisko to wykorzystuje się do badania składu chemicznego mieszanin związków chemicznych, gazów otaczających gwiazdy, obłoków gazowych we Wszechświecie. Zajmuje się tym spektroskopia absorpcyjna.

## Wielkości charakteryzujące absorpcję światła
Ilościową miarą wielkości absorpcji są absorbancja promieniowania i transmitancja.

### Zdolność absorpcyjna
Ułamek światła pochłoniętego.

### Absorbancja
Wielkość absorpcji światła można obliczyć na podstawie prawa Bouguera. Zgodnie z tym prawem natężenie światła zmienia się wykładniczo wraz z grubością substancji. Aby ułatwić obliczanie wielkości absorpcji, wprowadzono w miejsce natężenia wielkość addytywną – absorbancję zwaną również gęstością optyczną. Oznacza się ją symbolem ABS lub A.
Absorbancja jest miarą absorpcji promieniowania i wyraża się wzorem
{\displaystyle ABS=\log \left({\frac {I_{0}}{I}}\right),}
gdzie:
{\displaystyle I_{0}} – natężenie światła padającego,
{\displaystyle I} – natężenie światła po przejściu przez absorbujący ośrodek.
{\displaystyle ABS=\log \left({\frac {I_{0}}{I}}\right).}
Absorbancję naturalną wyrażoną wzorem
{\displaystyle \varepsilon =\ln \left({\frac {I_{0}}{I}}\right)}
nazywa się również ekstynkcją promieniowania elektromagnetycznego.

### Transmitancja
Transmitancja wskazuje, jaka część promieniowania padającego została przepuszczona przez substancję. Wyraża się ona wzorem
{\displaystyle T={\frac {I}{I_{0}}}.}
Można ją również wyrażać w procentach
{\displaystyle T\left[\%\right]={\frac {I}{I_{0}}}\cdot 100\%.}
Absorbancja powiązana jest z transmitancją wzorem
{\displaystyle ABS=-\log(T).}